# Neptosternus
Neptosternus är ett släkte av skalbaggar. Neptosternus ingår i familjen dykare.

## Bildgalleri

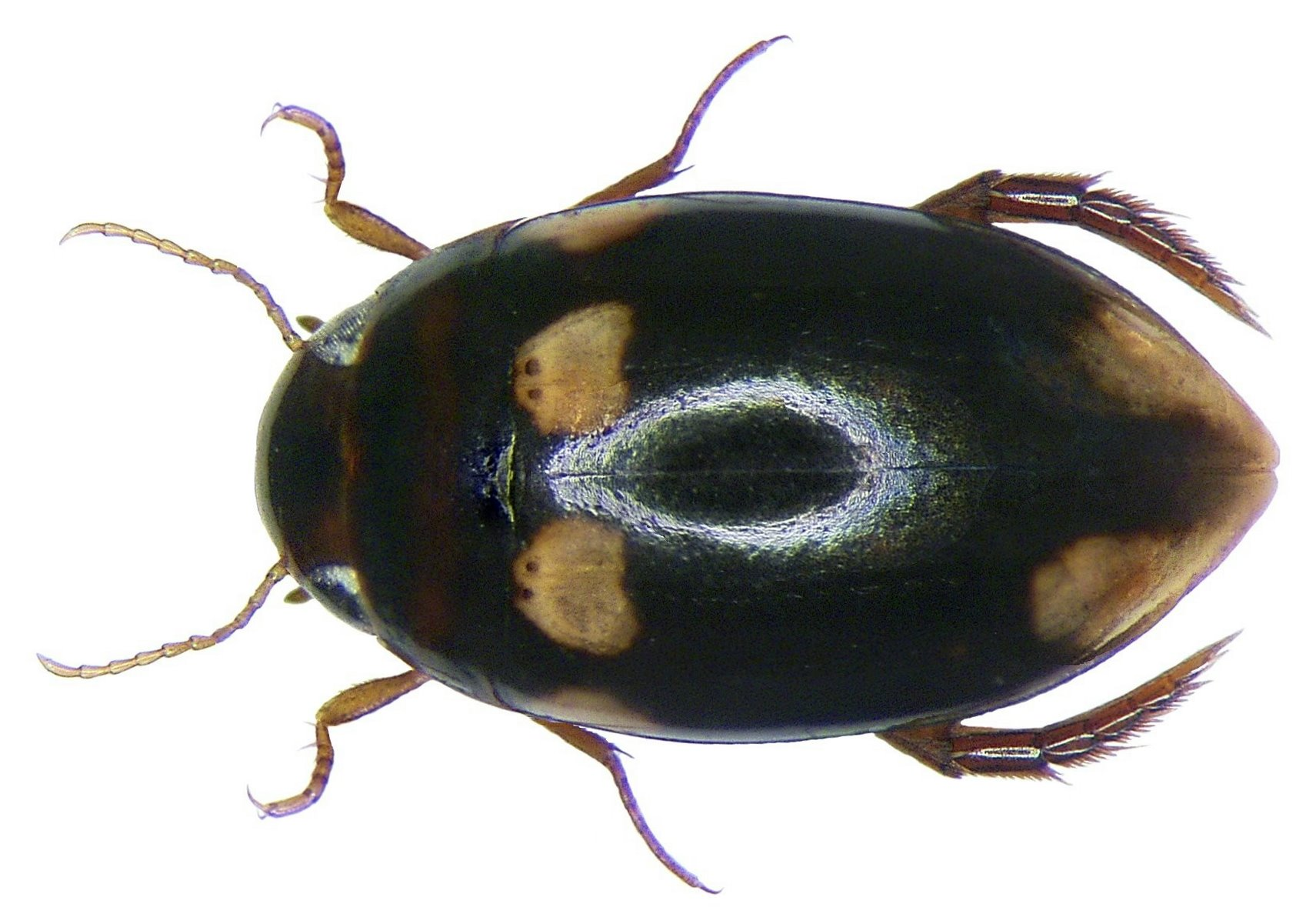

## Dottertaxa tillNeptosternus, i alfabetisk ordning[1]
- Neptosternus africanus
- Neptosternus alluaudi
- Neptosternus annettae
- Neptosternus arnecornelii
- Neptosternus aterrimus
- Neptosternus babetteae
- Neptosternus batekensis
- Neptosternus bellus
- Neptosternus biharensis
- Neptosternus bilardoi
- Neptosternus biltoni
- Neptosternus bimaculatus
- Neptosternus borneensis
- Neptosternus boukali
- Neptosternus brevior
- Neptosternus cebuensis
- Neptosternus ceylonicus
- Neptosternus chumphon
- Neptosternus circumductus
- Neptosternus compsus
- Neptosternus coomani
- Neptosternus corporaali
- Neptosternus distinctus
- Neptosternus fasciatus
- Neptosternus feryi
- Neptosternus hafti
- Neptosternus hedychrous
- Neptosternus horai
- Neptosternus hydaticoides
- Neptosternus jacobsoni
- Neptosternus jaechi
- Neptosternus jani
- Neptosternus kalimantanensis
- Neptosternus kaszabi
- Neptosternus kerala
- Neptosternus kodadai
- Neptosternus kolakaensis
- Neptosternus krikkeni
- Neptosternus langoensis
- Neptosternus latissimus
- Neptosternus leyi
- Neptosternus maculatus
- Neptosternus magnus
- Neptosternus malayanus
- Neptosternus manfredi
- Neptosternus martinae
- Neptosternus mazzoldii
- Neptosternus meridianus
- Neptosternus minimus
- Neptosternus moelleri
- Neptosternus montalbanensis
- Neptosternus muluensis
- Neptosternus namcattienensis
- Neptosternus neisiorum
- Neptosternus nigeriensis
- Neptosternus nigritus
- Neptosternus noteroides
- Neptosternus nuperus
- Neptosternus oberthueri
- Neptosternus oblongus
- Neptosternus ornatus
- Neptosternus pederzanii
- Neptosternus pocsi
- Neptosternus psephotus
- Neptosternus pseudocorporaali
- Neptosternus pseudohydaticoides
- Neptosternus pumicatus
- Neptosternus quadrimaculatus
- Neptosternus rajasthanicus
- Neptosternus regimbarti
- Neptosternus resartus
- Neptosternus riedeli
- Neptosternus rotroui
- Neptosternus sabahensis
- Neptosternus sarawakensis
- Neptosternus schoedli
- Neptosternus siamensis
- Neptosternus silvester
- Neptosternus simulator
- Neptosternus sinharajaicus
- Neptosternus sombuicus
- Neptosternus starmuehlneri
- Neptosternus strnadi
- Neptosternus subopacus
- Neptosternus sumatrensis
- Neptosternus susinii
- Neptosternus taiwanensis
- Neptosternus taprobanicus
- Neptosternus thailandicus
- Neptosternus thiambooni
- Neptosternus togianensis
- Neptosternus tricuspis
- Neptosternus tropicus
- Neptosternus verenae
- Neptosternus wewalkai
- Neptosternus vietnamensis
- Neptosternus viktordulgeri
- Neptosternus winkelmanni
- Neptosternus yanbini